# Vàng Ma Chải
Vàng Ma Chải là một xã thuộc huyện Phong Thổ, tỉnh Lai Châu, Việt Nam.
Xã Vàng Ma Chải có diện tích 26,72 km², dân số năm 1999 là 2107 người, mật độ dân số đạt 79 người/km².
Phía tây Vàng Ma Chải là biên giới Việt Nam - Trung Quốc, tiếp giáp trấn Kim Hà (金河) huyện Kim Bình châu Hồng Hà tỉnh Vân Nam, Trung Quốc.
Phía tây bắc và bắc, Vàng Ma Chải giáp xã Sì Lở Lầu cùng huyện. Từ phía đông bắc xuống tây nam Vàng Ma Chải lần lượt tiếp giáp các xã đều của huyện Phong Thổ, sauː Mồ Sì San (đông bắc), Pa Vây Sử (đông), Tung Qua Lìn (đông nam), Dào San (nam), Mù Sang (tây nam).